# Fraga (Montouto)
Fraga (llamada oficialmente A Fraga) es una aldea española situada en la parroquia de Montouto, del municipio de Abegondo, en la provincia de La Coruña, Galicia.

## Demografía
| Gráfica de evolución demográfica de Fraga entre 1999 y 2018 |
|                                                             |
| Datos según el nomenclátor publicado por el INE.            |